# Resolution 60 des UN-Sicherheitsrates
Die Resolution 60 des UN-Sicherheitsrates, die am 29. Oktober 1948 verabschiedet wurde, beschloss die Einrichtung eines Unterausschusses, bestehend aus dem Vereinigten Königreich, der Republik China, Frankreich, Belgien und der Ukrainischen Sozialistischen Sowjetrepublik, um alle Änderungs- und Überarbeitungsvorschläge zu dem zweiten überarbeiteten Resolutionsentwurf in Dokument S/1059/Rev.2 zu prüfen und im Namen des Rates einen überarbeiteten Resolutionsentwurf auszuarbeiten.
Der Beschluss wurde ohne Abstimmung angenommen.